# Stoomtramweg-Maatschappij Antwerpen - Bergen op Zoom - Tholen
De Stoomtramweg-Maatschappij Antwerpen - Bergen op Zoom - Tholen (afgekort als ABT) was een naamloze vennootschap die tram- en busvervoer verzorgde tussen de plaatsen Antwerpen, Bergen op Zoom en Tholen.
Het bedrijf werd opgericht op 17 april 1882 als NV Stoomtramweg Bergen op Zoom - Tholen (BT). Op 22 juni 1882 veranderde de naam in Stoomtramweg-Maatschappij Bergen op Zoom - Tholen. Op 15 september 1882 werd de tramlijn Bergen op Zoom - Tholen in gebruik genomen. Net als de andere Brabantse tramlijnen maakte deze lijn gebruik van kaapspoor (1067 mm). Er werden plannen gemaakt om de tramlijn naar Antwerpen door te trekken. Dit bleek lastig, te meer omdat op 28 mei 1884 de Nationale Maatschappij van Buurtspoorwegen (NMVB) in België werd opgericht.
Problemen met de statuten zorgden ervoor dat op 6 juli 1886 een nieuw bedrijf werd opgericht, de Stoomtramweg-Maatschappij Antwerpen - Bergen op Zoom - Tholen (ABT). De BT liquideerde en alle eigendommen gingen over naar de nieuwe ABT. De ABT had aanvankelijk beschikking over 7 locomotieven. Twee waren er afkomstig van de BT, en 3 van de WFTM (West-Friesche Tramweg-Maatschappij).
In 1887 werd een trambaan aangelegd tussen Antwerpen en Bergen op Zoom, met name ten bate van het vervoer van suikerbieten naar Bergen op Zoom. Ook personenvervoer vond plaats. ABT werkte hierbij samen met de NMVB.
In 1922 werd de ABT overgenomen door een nieuwe maatschappij, die dezelfde naam droeg. Na 1927 begon de ABT ook met busvervoer. Vanaf 1934 werd de ABT door de BBA geëxploiteerd, en in 1935 werd zij door de BBA overgenomen, evenals 5 andere Brabantse vervoersmaatschappijen. Vanaf 1934 verdwenen bijna alle tramlijnen uit Noord-Brabant, en daarmee ook de trambaan van de voormalige ABT.